# 목성동성당
한국천주교 안동교구 목성동주교좌성당, 통칭 목성동성당(木城洞聖堂)은 경상북도 안동시 목성동에 있는 대한민국 천주교의 대성당이다.
목성동성당은 천주교 안동교구를 관할하는 대성당으로, 현재 교구장은 2001년 권혁주(요한 크리소스토모) 주교이다. 목성동성당의 주보성인은 '원죄 없이 잉태되신 마리아'다.

## 역사
- 1923년 : 천주교 안동 공소 개설
- 1927년 6월 14일 : 본당 설립.
- 1969년 5월 29일 : 안동교구 설정과 함께 안동교구 주교좌 성당으로 승격
- 1973. 09. 16 : 안동본당에서 목성동성당으로 명칭 변경

## 관할 공소

### 와룡 공소
- 주소: 안동시 와룡면 농암로 120-9

### 재활원 공소
- 주소: 안동시 서후면 이송천한터길 45-53